# علم فرجينيا

علم ولاية فرجينيا

أعتمد علم ولاية فرجينيا في يوم 31 كانون الثاني - يناير من عام 1861 . يتكون العلم من شعار الولاية مستندة على خلفية زرقاء اللون .